# Death Before Dishonour
Death Before Dishonour è un album dei The Exploited, pubblicato nel 1987 da Rough Justice Records. Con questo album, il gruppo si è mosso verso il genere punk metal.

## Tracce
Tutte le tracce composte dai The Exploited
1. Anti-UK – 3:03
2. Power Struggle – 3:34
3. Scaling The Derry Wall – 3:59
4. Barry Prossitt – 3:50
5. Don't Really Care – 3:12
6. No Forgiveness – 3:36
7. Death Before Dishonour – 3:05
8. Adding To Their Fears – 2:40
9. Police Informer – 2:42
10. Drive Me Insane – 3:44
11. Pulling Us Down – 4:16
12. Sexual Favours – 3:40

- Tracce Bonus della ripubblicazione del 2001

1. Drug Squad Man
2. Privacy Invasion
3. Jesus Is Dead
4. Politicians
5. War Now
6. United Chaos and Anarchy
7. Sexual Favours (Versione Dub)

## Formazione
- Wattie Buchan - voce
- Nig - batteria
- Tony Lochiel - basso
- Willie Buchan - batteria
- The Pimmels (Kev The Hammer, Capt. Scarlet, Jim Pimmel) - cori
- Rasta Deb, Tracy, Kathie - voci secondarie su Sexual Favours